# Ralph Tiesler

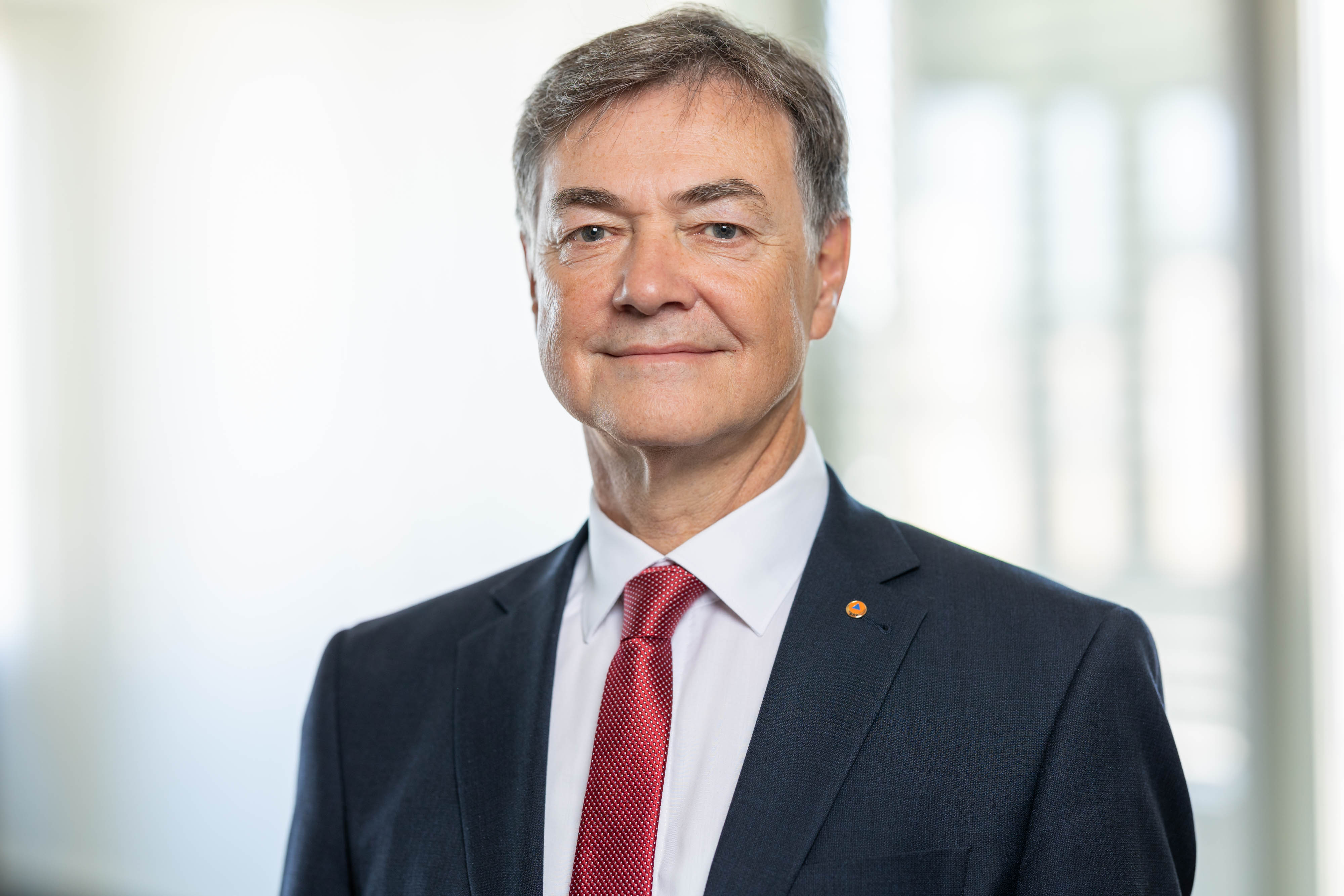
Ralph Tiesler als Präsident des BBK, 2022

Ralph Tiesler (* 25. November 1959 in Neuss) ist ein deutscher Jurist. Seit Juni 2022 ist er Präsident des Bundesamtes für Bevölkerungsschutz und Katastrophenhilfe (BBK) in Bonn.

## Leben
Tiesler studierte Rechtswissenschaft an der Universität zu Köln. 1992 trat er als Referent in den Dienst des Technischen Hilfswerks ein. 1993 wurde er Mitglied des Katastrophenerkundungs- und Koordinierungsteams der Vereinten Nationen (UNDAC). Ab 1995 koordinierte er die Auslandseinsätze des Technischen Hilfswerks. Im Jahr 2000 wurde er zum Bundesministerium des Innern (BMI) abgeordnet und war dort unter anderem Referent im Referat für Zivile Verteidigung, NATO-Angelegenheiten, Katastrophenschutz, Technisches Hilfswerk, Humanitäre Hilfe und Warnangelegenheiten. 2004 wurde er Leiter der Abteilung für Krisenmanagement im Bundesamt für Bevölkerungsschutz und Katastrophenhilfe (BBK). Von 2009 bis 2016 war er Vizepräsident des BBK. Von September bis November 2015 war er während der Flüchtlingskrise in Deutschland zugleich Leiter der Koordinierungsstelle Flüchtlingsverteilung des Bundes in München. Von Januar bis September 2016 war er Leiter des Stabes Koordinierung der Flüchtlingsankunft bei Staatssekretärin Emily Haber im BMI in Berlin. Von Oktober 2016 bis Juni 2018 war er Vizepräsident des Bundesamtes für Migration und Flüchtlinge in Nürnberg. Von September 2018 bis Juni 2022 war er Direktor des Bundesinstituts für Sportwissenschaft in Bonn.
Am 1. Juni 2022 wurde er von Bundesinnenministerin Nancy Faeser als Präsident des BBK nominiert. Er folgte Armin Schuster nach und trat das Amt am 15. Juni 2022 an.